# Centralia, Kansas
Centralia är en ort i Nemaha County i Kansas. Vid 2010 års folkräkning hade Centralia 512 invånare.